# Municipalità locale di Letsemeng
Letsemeng è una municipalità locale (in inglese Letsemeng Local Municipality) appartenente alla municipalità distrettuale di Xhariep della provincia di Free State in Sudafrica. 
In base al censimento del 2001 la sua popolazione è di 42.984 abitanti.
La sede amministrativa e legislativa è la città di Koffiefontein e il suo territorio si estende su una superficie di 10.225 km² ed è suddiviso in 5 circoscrizioni elettorali (wards). Il suo codice di distretto è FS161.

## Geografia fisica

### Confini
La municipalità locale di Letsemeng confina a nord con quella di Tokologo (Lejweleputswa), a est con quelle di Mangaung (Motheo) e Kopanong, a sud con quella di Umsombomvu (Pixley ka Seme/ Provincia del Capo Settentrionale) e a ovest con quelle di Renosterberg, Thembelihle, Siyancuma (Pixley ka Seme/ Provincia del Capo Settentrionale) e Sol Plaatje (Frances Baard/ Provincia del Capo Orientale).

### Città e comuni
- Boitumelong
- Dtlhake
- Bolokanang
- Diamant Hoogte
- Jacobsdal
- Koffiefontein
- Luckhoff
- Oppermans
- Petrusburg
- Ratanang
- Relebohile

### Fiumi
- Berg
- Kaalspruit
- Knapsak
- Kromellenboogspruit
- Lemoenspruit
- Modder
- Orange
- Riet

### Dighe
- Blaauwboschfontein Weir
- Kalkfonteindam
- Olievenfontein Dam
- P.K. Le Roux Dam
- Ryansdale Dam